# Litokarpus
Litokarpus (lat. Lithocarpus), biljni rod iz porodice bukovki iz tropske i suptropske Azije. Priznato je 340 vrsta.

## Vrste
1. Lithocarpus acuminatus (Roxb.) Rehder
2. Lithocarpus aggregatus Barnett
3. Lithocarpus ailaoensis A.Camus
4. Lithocarpus amherstianus (Wall. ex A.DC.) A.Camus
5. Lithocarpus amoenus Chun & C.C.Huang
6. Lithocarpus amygdalifolius (Skan) Hayata
7. Lithocarpus andersonii Soepadmo
8. Lithocarpus annamensis (Hickel & A.Camus) Barnett
9. Lithocarpus annamitorus (A.Chev.) A.Camus
10. Lithocarpus apoensis (Elmer) Rehder
11. Lithocarpus apricus C.C.Huang & Y.T.Chang
12. Lithocarpus arcaulus (Buch.-Ham. ex D.Don) C.C.Huang & Y.T.Chang
13. Lithocarpus areca (Hickel & A.Camus) A.Camus
14. Lithocarpus aspericupulus (Markgr.) Rehder
15. Lithocarpus atjehensis Hatus. ex Soepadmo
16. Lithocarpus attenuatus (Skan) Rehder
17. Lithocarpus auriculatus (Hickel & A.Camus) Barnett
18. Lithocarpus bacgiangensis (Hickel & A.Camus) A.Camus
19. Lithocarpus balansae (Drake) A.Camus
20. Lithocarpus bancanus (Scheff.) Rehder
21. Lithocarpus bassacensis (Hickel & A.Camus) Barnett
22. Lithocarpus beccarianus (Benth.) A.Camus
23. Lithocarpus bennettii (Miq.) Rehder
24. Lithocarpus bentramensis (A.Camus) A.Camus
25. Lithocarpus bicoloratus (Elmer) A.Camus
26. Lithocarpus blaoensis (A.Camus) A.Camus
27. Lithocarpus blumeanus (Korth.) Rehder
28. Lithocarpus bolovenensis A.Camus
29. Lithocarpus bonnetii (Hickel & A.Camus) A.Camus
30. Lithocarpus brachystachyus Chun
31. Lithocarpus braianensis A.Camus
32. Lithocarpus brassii Soepadmo
33. Lithocarpus brevicaudatus (Skan) Hayata
34. Lithocarpus brochidodromus S.Julia & Soepadmo
35. Lithocarpus bullatus Hatus. ex Soepadmo
36. Lithocarpus burkillii A.Camus
37. Lithocarpus calolepis Y.C.Hsu & H.Wei Jen
38. Lithocarpus calophyllus Chun ex C.C.Huang & Y.T.Chang
39. Lithocarpus cambodiensis A.Camus
40. Lithocarpus campylolepis A.Camus
41. Lithocarpus cantleyanus (King ex Hook.f.) Rehder
42. Lithocarpus carolinae (Skan ex Dunn) Rehder
43. Lithocarpus castellarnauianus (Vidal) A.Camus
44. Lithocarpus caudatifolius (Merr.) Rehder
45. Lithocarpus caudatilimbus (Merr.) A.Camus
46. Lithocarpus celebicus (Miq.) Rehder
47. Lithocarpus cerifer (Hickel & A.Camus) A.Camus
48. Lithocarpus chevalieri A.Camus
49. Lithocarpus chienchuanensis Hu
50. Lithocarpus chifui Chun & Tsiang
51. Lithocarpus chittagongus (King ex Hook.f.) Merr.
52. Lithocarpus chiungchungensis Chun & P.C.Tam
53. Lithocarpus chrysocomus Chun & Tsiang
54. Lithocarpus cinereus Chun & C.C.Huang
55. Lithocarpus clathratus (Seemen) Rehder
56. Lithocarpus cleistocarpus (Seemen) Rehder & E.H.Wilson
57. Lithocarpus clementianus (King ex Hook.f.) A.Camus
58. Lithocarpus coalitus (Hickel & A.Camus) A.Camus
59. Lithocarpus coinhensis (Hickel & A.Camus) A.Camus
60. Lithocarpus concentricus (Lour.) Hjelmq.
61. Lithocarpus confertus Soepadmo
62. Lithocarpus confinis S.H.Huang ex Y.C.Hsu & H.W.Jen
63. Lithocarpus confragosus (King ex Hook.f.) A.Camus
64. Lithocarpus conocarpus (Oudem.) Rehder
65. Lithocarpus coopertus (Blanco) Rehder
66. Lithocarpus corneri S.Julia & Soepadmo
67. Lithocarpus corneus (Lour.) Rehder
68. Lithocarpus cottonii A.Camus
69. Lithocarpus craibianus Barnett
70. Lithocarpus crassifolius A.Camus
71. Lithocarpus crassinervius (Blume) Rehder
72. Lithocarpus cryptocarpus A.Camus
73. Lithocarpus cucullatus C.C.Huang & Y.T.Chang
74. Lithocarpus curtisii (King ex Hook.f.) A.Camus
75. Lithocarpus cyclophorus (Endl.) A.Camus
76. Lithocarpus cyrtocarpus (Drake) A.Camus
77. Lithocarpus dahuoaiensis Ngoc & L.V.Dung
78. Lithocarpus dalatensis A.Camus
79. Lithocarpus damiaoshanicus C.C.Huang & Y.T.Chang
80. Lithocarpus daphnoideus (Blume) A.Camus
81. Lithocarpus dasystachyus (Miq.) Rehder
82. Lithocarpus dealbatus (Hook.f. & Thomson ex Miq.) Rehder
83. Lithocarpus debaryanus (Warb.) Markgr.
84. Lithocarpus dinhensis (Hickel & A.Camus) A.Camus
85. Lithocarpus dodonaeifolius (Hayata) Hayata
86. Lithocarpus dolichostachys A.Camus
87. Lithocarpus ducampii (Hickel & A.Camus) A.Camus
88. Lithocarpus echinifer (Merr.) A.Camus
89. Lithocarpus echinocarpus (Hickel & A.Camus) A.Camus
90. Lithocarpus echinophorus (Hickel & A.Camus) A.Camus
91. Lithocarpus echinops Hjelmq.
92. Lithocarpus echinotholus (Hu) H.Y.Chun & Huang ex Y.C.Hsu & H.W.Jen
93. Lithocarpus echinulatus Soepadmo
94. Lithocarpus edulis (Makino) Nakai
95. Lithocarpus eichleri (Wenz.) A.Camus
96. Lithocarpus elaeagnifolius (Seemen) Chun
97. Lithocarpus elegans (Blume) Hatus. ex Soepadmo
98. Lithocarpus elephantum (Hance) A.Camus
99. Lithocarpus elizabethae (Tutcher) Rehder
100. Lithocarpus elmerrillii Chun
101. Lithocarpus encleisacarpus (Korth.) A.Camus
102. Lithocarpus eriobotryifolius Yahara
103. Lithocarpus eriobotryoides C.C.Huang & Y.T.Chang
104. Lithocarpus erythrocarpus (Ridl.) A.Camus
105. Lithocarpus eucalyptifolius (Hickel & A.Camus) A.Camus
106. Lithocarpus ewyckii (Korth.) Rehder
107. Lithocarpus falconeri (Kurz) Rehder
108. Lithocarpus farinulentus (Hance) A.Camus
109. Lithocarpus fenestratus (Roxb.) Rehder
110. Lithocarpus fenzelianus A.Camus
111. Lithocarpus ferrugineus Soepadmo
112. Lithocarpus floccosus C.C.Huang & Y.T.Chang
113. Lithocarpus fohaiensis (Hu) A.Camus
114. Lithocarpus fordianus (Hemsl.) Chun
115. Lithocarpus formosanus (Skan) Hayata
116. Lithocarpus gaoligongensis C.C.Huang & Y.T.Chang
117. Lithocarpus garrettianus (Craib) A.Camus
118. Lithocarpus gigantophyllus (Hickel & A.Camus) A.Camus
119. Lithocarpus glaber (Thunb.) Nakai
120. Lithocarpus glaucus Chun & C.C.Huang ex H.G.Ye
121. Lithocarpus glutinosus (Blume) Soepadmo
122. Lithocarpus gougerotae A.Camus
123. Lithocarpus gracilis (Korth.) Soepadmo
124. Lithocarpus guinieri A.Camus
125. Lithocarpus gymnocarpus A.Camus
126. Lithocarpus haipinii Chun
127. Lithocarpus hallieri (Seemen) A.Camus
128. Lithocarpus hancei (Benth.) Rehder
129. Lithocarpus handelianus A.Camus
130. Lithocarpus harlandii (Hance ex Walp.) Rehder
131. Lithocarpus harmandii (Hickel & A.Camus) A.Camus
132. Lithocarpus hatusimae Soepadmo
133. Lithocarpus havilandii (Stapf) Barnett
134. Lithocarpus hendersonianus A.Camus
135. Lithocarpus henryi (Seemen) Rehder & E.H.Wilson
136. Lithocarpus himalaicus C.C.Huang & Y.T.Chang
137. Lithocarpus honbaensis A.Camus
138. Lithocarpus howii Chun
139. Lithocarpus hypoglaucus (Hu) C.C.Huang ex Y.C.Hsu & H.W.Jen
140. Lithocarpus hystrix (Korth.) Rehder
141. Lithocarpus imperialis (Seemen) Markgr.
142. Lithocarpus indutus (Blume) Rehder
143. Lithocarpus irwinii (Hance) Rehder
144. Lithocarpus iteaphyllus (Hance) Rehder
145. Lithocarpus ithyphyllus Chun ex H.T.Chang
146. Lithocarpus jacksonianus A.Camus
147. Lithocarpus jacobsii Soepadmo
148. Lithocarpus javensis Blume
149. Lithocarpus jenkinsii (Benth.) C.C.Huang & Y.T.Chang
150. Lithocarpus jordanae (Laguna) Rehder
151. Lithocarpus kalkmanii S.Julia & Soepadmo
152. Lithocarpus kamengii K.C.Sahni & H.B.Naithani
153. Lithocarpus kawakamii (Hayata) Hayata
154. Lithocarpus kemmaratensis (Hickel & A.Camus) A.Camus
155. Lithocarpus keningauensis S.Julia & Soepadmo
156. Lithocarpus kingianus (Gamble) A.Camus
157. Lithocarpus kochummenii S.Julia & Soepadmo
158. Lithocarpus konishii (Hayata) Hayata
159. Lithocarpus kontumensis A.Camus
160. Lithocarpus korthalsii (Endl.) Soepadmo
161. Lithocarpus kostermansii Soepadmo
162. Lithocarpus kozlovii A.Camus
163. Lithocarpus kunstleri (King ex Hook.f.) A.Camus
164. Lithocarpus laetus Chun & C.C.Huang ex Y.C.Hsu & H.W.Jen
165. Lithocarpus lampadarius (Gamble) A.Camus
166. Lithocarpus laoticus (Hickel & A.Camus) A.Camus
167. Lithocarpus laouanensis A.Camus
168. Lithocarpus lappaceus (Roxb.) Rehder
169. Lithocarpus lauterbachii (Seemen) Markgr.
170. Lithocarpus leiocarpus A.Camus
171. Lithocarpus leiophyllus A.Camus
172. Lithocarpus leiostachyus A.Camus
173. Lithocarpus lemeeanus A.Camus
174. Lithocarpus lepidocarpus (Hayata) Hayata
175. Lithocarpus leptogyne (Korth.) Soepadmo
176. Lithocarpus leucodermis Chun & C.C.Huang
177. Lithocarpus levis Chun & C.C.Huang
178. Lithocarpus licentii A.Camus
179. Lithocarpus lindleyanus (Wall. ex A.DC.) A.Camus
180. Lithocarpus listeri (King) Grierson & D.G.Long
181. Lithocarpus lithocarpaeus (Oerst.) Hjelmq.
182. Lithocarpus litseifolius (Hance) Chun
183. Lithocarpus longanoides C.C.Huang & Y.T.Chang
184. Lithocarpus longinux (Hu) Chun ex Y.C.Hsu & H.Wei Jen
185. Lithocarpus longipedicellatus (Hickel & A.Camus) A.Camus
186. Lithocarpus longzhouicus (C.C.Huang & Y.T.Chang) J.Q.Li & Li Chen
187. Lithocarpus loratifolius Phengklai
188. Lithocarpus lucidus (Roxb.) Rehder
189. Lithocarpus luteus Soepadmo
190. Lithocarpus luzoniensis (Merr.) Rehder
191. Lithocarpus lycoperdon (Skan) A.Camus
192. Lithocarpus macilentus Chun & C.C.Huang
193. Lithocarpus macphailii (M.R.Hend.) Barnett
194. Lithocarpus magneinii (Hickel & A.Camus) A.Camus
195. Lithocarpus magnificus (Brandis) A.Camus
196. Lithocarpus maingayi (Benth.) Rehder
197. Lithocarpus mairei (Schottky) Rehder
198. Lithocarpus mariae Soepadmo
199. Lithocarpus megacarpus Soepadmo
200. Lithocarpus megalophyllus Rehder & E.H.Wilson
201. Lithocarpus megastachyus (Hickel & A.Camus) A.Camus
202. Lithocarpus meijeri Soepadmo
203. Lithocarpus mekongensis (A.Camus) C.C.Huang & Y.T.Zhang
204. Lithocarpus melanochromus Chun & Tsiang ex C.C.Huang & Y.T.Chang
205. Lithocarpus melataiensis S.Julia & Soepadmo
206. Lithocarpus menadoensis (Koord.) Soepadmo
207. Lithocarpus mianningensis Hu
208. Lithocarpus microbalanus A.Camus
209. Lithocarpus microlepis A.Camus
210. Lithocarpus milroyi (Purkay.) Barnett
211. Lithocarpus mindanaensis (Elmer) Rehder
212. Lithocarpus moluccus (L.) Soepadmo
213. Lithocarpus monticola (Koidz.) Rehder
214. Lithocarpus muluensis S.Julia & Soepadmo
215. Lithocarpus naiadarum (Hance) Chun
216. Lithocarpus nantoensis (Hayata) Hayata
217. Lithocarpus nebularum A.Camus
218. Lithocarpus neorobinsonii A.Camus
219. Lithocarpus nhatrangensis (Hickel & A.Camus) A.Camus
220. Lithocarpus nieuwenhuisii (Seemen) A.Camus
221. Lithocarpus nodosus Soepadmo
222. Lithocarpus oblanceolatus C.C.Huang & Y.T.Chang
223. Lithocarpus oblancifolius S.Julia & Soepadmo
224. Lithocarpus obovalifolius (Hickel & A.Camus) Barnett
225. Lithocarpus obovatilimbus Chun
226. Lithocarpus obscurus C.C.Huang & Y.T.Chang
227. Lithocarpus ochrocarpus A.Camus
228. Lithocarpus oleifolius A.Camus
229. Lithocarpus ollus (Kurz) A.Camus
230. Lithocarpus ombrophilus A.Camus
231. Lithocarpus oogyne (Miq.) A.Camus
232. Lithocarpus orbicarpus Strijk
233. Lithocarpus orbicularis Soepadmo
234. Lithocarpus ovalis (Blanco) Rehder
235. Lithocarpus pachycarpus (Hickel & A.Camus) A.Camus
236. Lithocarpus pachylepis A.Camus
237. Lithocarpus pachyphyllus (Kurz) Rehder
238. Lithocarpus paihengii Chun & Tsiang
239. Lithocarpus pakhaensis A.Camus
240. Lithocarpus pallidus (Blume) Rehder
241. Lithocarpus palungensis C.H.Cannon & Manos
242. Lithocarpus paniculatus Hand.-Mazz.
243. Lithocarpus papillifer Hatus. ex Soepadmo
244. Lithocarpus parvulus (Hickel & A.Camus) A.Camus
245. Lithocarpus pattaniensis Barnett
246. Lithocarpus paviei (Hickel & A.Camus) A.Camus
247. Lithocarpus perakensis Soepadmo
248. Lithocarpus petelotii A.Camus
249. Lithocarpus phansipanensis A.Camus
250. Lithocarpus philippinensis (A.DC.) Rehder
251. Lithocarpus pierrei (Hickel & A.Camus) A.Camus
252. Lithocarpus platycarpus (Blume) Rehder
253. Lithocarpus platyphyllus A.Camus
254. Lithocarpus polystachyus (Wall. ex A.DC.) Rehder
255. Lithocarpus porcatus Soepadmo
256. Lithocarpus proboscideus (Hickel & A.Camus) A.Camus
257. Lithocarpus propinquus C.C.Huang & Y.T.Chang
258. Lithocarpus psammophilus A.Camus
259. Lithocarpus pseudokunstleri A.Camus
260. Lithocarpus pseudomagneinii A.Camus
261. Lithocarpus pseudomoluccus (Blume) Rehder
262. Lithocarpus pseudoreinwardtii A.Camus
263. Lithocarpus pseudosundaicus (Hickel & A.Camus) A.Camus
264. Lithocarpus pseudovestitus A.Camus
265. Lithocarpus pseudoxizangensis Z.K.Zhou & H.Sun
266. Lithocarpus pulcher (King) Markgr.
267. Lithocarpus pulongtauensis C.H.Cannon & Xi Chen
268. Lithocarpus pusillus Soepadmo
269. Lithocarpus pycnostachys A.Camus
270. Lithocarpus qinzhouicus C.C.Huang & Y.T.Chang
271. Lithocarpus quangnamensis A.Camus
272. Lithocarpus quercifolius C.C.Huang & Y.T.Chang
273. Lithocarpus rassa (Miq.) Rehder
274. Lithocarpus recurvatus Barnett
275. Lithocarpus reinwardtii (Korth.) A.Camus
276. Lithocarpus revolutus Hatus. ex Soepadmo
277. Lithocarpus rhabdostachyus (Hickel & A.Camus) A.Camus
278. Lithocarpus rigidus Soepadmo
279. Lithocarpus robinsonii Rehder
280. Lithocarpus rosthornii (Schottky) Barnett
281. Lithocarpus rotundatus (Blume) A.Camus
282. Lithocarpus rouletii (Hickel & A.Camus) A.Camus
283. Lithocarpus rufescens Barnett
284. Lithocarpus rufovillosus (Markgr.) Rehder
285. Lithocarpus rufus (Koidz.) A.Camus
286. Lithocarpus ruminatus Soepadmo
287. Lithocarpus sandakanensis S.Julia & Soepadmo
288. Lithocarpus scortechinii (King ex Hook.f.) A.Camus
289. Lithocarpus scyphiger (Hance) A.Camus
290. Lithocarpus sericobalanos E.F.Warb.
291. Lithocarpus shinsuiensis Hayata & Kaneh.
292. Lithocarpus shunningensis Hu
293. Lithocarpus siamensis A.Camus
294. Lithocarpus silvicolarum (Hance) Chun
295. Lithocarpus skanianus (Dunn) Rehder
296. Lithocarpus sogerensis (S.Moore) Markgr. ex A.Camus
297. Lithocarpus solerianus (Vidal) Rehder
298. Lithocarpus songkoensis A.Camus
299. Lithocarpus sootepensis (Craib) A.Camus
300. Lithocarpus sphaerocarpus (Hickel & A.Camus) A.Camus
301. Lithocarpus stenopus (Hickel & A.Camus) A.Camus
302. Lithocarpus stonei S.Julia & Soepadmo
303. Lithocarpus submonticola (Elmer) Rehder
304. Lithocarpus suffruticosus (Ridl.) Soepadmo
305. Lithocarpus sulitii Soepadmo
306. Lithocarpus sundaicus (Blume) Rehder
307. Lithocarpus syncarpus A.Camus
308. Lithocarpus tabularis Y.C.Hsu & H.Wei Jen
309. Lithocarpus taitoensis (Hayata) Hayata
310. Lithocarpus talangensis C.C.Huang & Y.T.Chang
311. Lithocarpus tawaiensis S.Julia & Soepadmo
312. Lithocarpus tenuilimbus H.T.Chang
313. Lithocarpus tenuinervis (Hickel & A.Camus) A.Camus
314. Lithocarpus tephrocarpus (Drake) A.Camus
315. Lithocarpus thomsonii (Miq.) Rehder
316. Lithocarpus toumorangensis A.Camus
317. Lithocarpus touranensis (Hickel & A.Camus) A.Camus
318. Lithocarpus trachycarpus (Hickel & A.Camus) A.Camus
319. Lithocarpus triqueter (Hickel & A.Camus) A.Camus
320. Lithocarpus truncatus (King ex Hook.f.) Rehder
321. Lithocarpus tubulosus (Hickel & A.Camus) A.Camus
322. Lithocarpus turbinatus (Stapf) Forman
323. Lithocarpus uraianus (Hayata) Hayata
324. Lithocarpus urceolaris (Jack) Merr.
325. Lithocarpus uvariifolius (Hance) Rehder
326. Lithocarpus variolosus (Franch.) Chun
327. Lithocarpus vestitus (Hickel & A.Camus) A.Camus
328. Lithocarpus vidalianus A.Camus
329. Lithocarpus vidalii (Fern.-Vill.) Rehder
330. Lithocarpus vinhensis A.Camus
331. Lithocarpus vinkii Soepadmo
332. Lithocarpus vuquangensis Ngoc & V.H.Nguyen
333. Lithocarpus wallichianus (Lindl. ex Hance) Rehder
334. Lithocarpus woodii (Hance) A.Camus
335. Lithocarpus wrayi (King) A.Camus
336. Lithocarpus xizangensis C.C.Huang & Y.T.Chang
337. Lithocarpus xylocarpus (Kurz) Markgr.
338. Lithocarpus yangchunensis H.G.Ye & F.G.Wang
339. Lithocarpus yersinii A.Camus
340. Lithocarpus yongfuensis Q.F.Zheng

## Sinonimi
- Arcaula Raf.
- Corylopasania (Hickel & A.Camus) Nakai
- Cyclobalanus (Endl.) Oerst.
- Kuromatea Kudô
- Limlia Masam. & Tomiya
- Pasania (Miq.) Oerst.
- Synaedrys Lindl.